# Brachiacantha indubitabilis
Brachiacantha indubitabilis är en skalbaggsart som beskrevs av George Robert Crotch 1873. Brachiacantha indubitabilis ingår i släktet Brachiacantha och familjen nyckelpigor. Inga underarter finns listade i Catalogue of Life.